# 临沧毛蕨
临沧毛蕨（学名：Cyclosorus mekongensis）为金星蕨科毛蕨属下的一个种。目前学名已修订，接受名为齿牙毛蕨（Cyclosorus dentatus）。